# Трстена
Трстена (словац. Trstená, нім. Bingenstadt, угор. Trsztena) — місто, громада в окрузі Тврдошін, Жилінський край, північно-центральна Словаччина, біля підніжжя Оравської Магури і кордону з Польщею. Кадастрова площа громади — 82,54 км². Населення близько 7,5 тисяч осіб.

## Назва
Назва походить від слова «трсть» — словацькою очерет.

## Історія
Трстена була заснована в 1371 як ярмаркове містечко. У середні віки в Трстені були засновані цех гончарів, вироби якого були відомі на всю Словаччину. Цікаво, що ця традиція збереглася й дотепер.

## Населення
| Рік:            | 1994. | 2004.   | 2014.   | 2024.   |
| --------------- | ----- | ------- | ------- | ------- |
| Кількість осіб: | 7002  | 7579    | 7429    | 6953    |
| Різниця:        |       | +8,24 % | -1,97 % | -6,40 % |

| Рік:            | 2023. | 2024.   |
| --------------- | ----- | ------- |
| Кількість осіб: | 6978  | 6953    |
| Різниця:        |       | -0,35 % |

## Пам'ятки

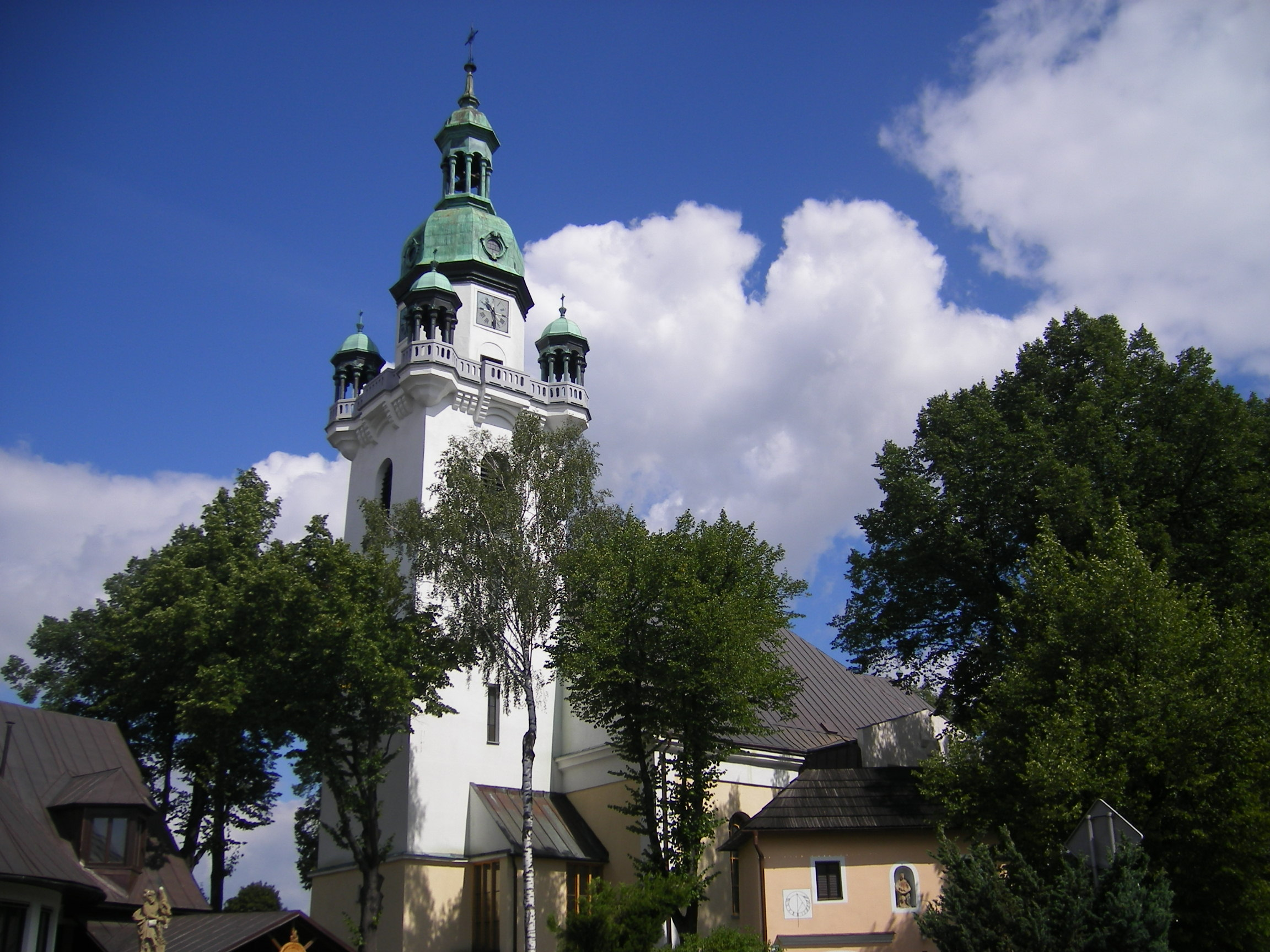
Костел

- Прихідський костел св. Мартіна
- Костел св. Георгія
- Монастир францисканців
- Синагога

## Міста-побратими
- Чехія — Жировніце

## Уродженці
- Мартін Гаттала (1821—1903) — словацький учений-славіст, філолог, мовознавець, педагог.
- Штефан Фурдек (1855—1915) — словацький громадський та релігійний діяч, римо-католицький священик, письменник та журналіст.

## Географія
Протікає річка Братковчик.